# Cardal (Uruguay)
Cardal es una localidad uruguaya del departamento de Florida. Es conocida por ser pionera en el plan educativo CEIBAL, también por ser la capital de la cuenca lechera y ostentar el récord Güines del arroz con leche más grande del mundo (1200 lt).

## Ubicación
La localidad se encuentra situada en la zona suroeste del departamento de Florida, entre el río Santa Lucía Chico y el arroyo de la Virgen, sobre la ruta 77 en su km 14, y junto a la línea de ferrocarril que une Montevideo con Rivera. Dista 39 km de la capital departamental Florida y 80 km de Montevideo.

## Historia
Cardal fue fundada el 8 de diciembre de 1900.
Fue elevada a la categoría de pueblo, por ley 9688 del 10 de septiembre de 1937 y elevada de pueblo a villa, por ley 15707 del 28 de enero de 1985.

## Población
Según el censo del año 2011 la localidad contaba con una población de 1202 habitantes.
| 1117          | 1155 | 1320 | 1274 | 1290 | 1202 |
| (Fuente: INE) |      |      |      |      |      |

## Economía
La principal actividad de la zona es la lechería. Esta zona inmersa en el departamento de Florida produce más del 30% de la producción total de leche del país.
En 2005 el Parlamento aprobó la designación de la localidad de Cardal como Capital de la cuenca lechera.

## Fiesta Nacional de la leche
La Fiesta Nacional de la Leche es un evento anual que se realiza en Villa  Cardal(Florida-Uruguay) en el mes de octubre desde el año 2006.En 2018 se efectuó la 11a. edición.-Esta fiesta que en sus principios recibía entre 1500 y 2000 personas, llegó este año 2018 a recibir alrededor de 20000 visitantes provenientes de diversos lugares.- LA FIESTA NACIONAL DE LA LECHE, es un evento organizado por una comisión local, con la colaboración de la Intendencia de Florida, otras instituciones gubernamentales,empresas y personas que hacen posible su realización. No persigue fines de lucro, la mayoría de las actividades son gratuitas para todo el público- Dura tres días, durante esas jornadas se llevan a cabo diversas actividades que relacionan la producción,la información, el deporte, la tradición,la gastronomía y los espectáculos artísticos.- El punto principal de la fiesta es el día Domingo, cuando se realiza el arroz con leche gigante, elaborando a partir de 1200 litros de leche, 180 kilos de arroz, 240 kilos de azúcar y 5 litros de vainilla.- Este arroz se hace en una olla gigante a fuego de leña y luego de estar pronto se degusta gratuitamente por los visitantes.-Se obtienen aproximadamente 8000 porciones gastronómicas, las que son repartidas en su totalidad.-Esta celebración anual, debe su principal motivo a resaltar a Villa Cardal, como la CAPITAL DE LA CUENCA LECHERA del Uruguay.-Esa denominación se debe al reconocimiento del parlamento y el ejecutivo nacional(Ley 17916), a la exclusividad lechera de la zona desde sus inicios.-..-
Este evento está marcado en el calendario anual de las fiestas uruguayas y recibe la declaración de interés turístico por parte del MINTUR.-
Además esta fiesta se ha convertido en el reencuentro de los cardalenes dispersos por el país y también en el extranjero, que eligen estas fechas para volver a su patria chica y reencontrarse con familiares y amigos.-

## Educación

### Plan Ceibal
En 2007 Cardal fue el primer sitio en donde se puso en práctica el Plan Ceibal, concretamente en la escuela N°24 Italia de la localidad con alrededor de 150 alumnos. En aquella ceremonia el entonces presidente Tabaré Vázquez entregó la primera máquina del plan a los alumnos.
El 10 de mayo de 2012 se cumplieron 5 años de este exitoso proyecto, por lo que el 31 de mayo de ese año se realizó el festejo con la presencia del presidente José Mujica y el expresidente Dr. Tabaré Vázquez.